# Passeggiando per Napoli
Passeggiando per Napoli è un EP del cantante Teddy Reno pubblicato nel 1957 dalla CGD.

## Tracce
Lato A
1. Chella 'llà (testo: Umberto Bertini – musica: Enzo Di Paola e Sandro Taccani)
2. Suspiranno “mon amour” (testo: Augusto Cesareo – musica: Ettore Lombardi)

Lato B
1. Guaglione (testo: Nisa – musica: Giuseppe Fanciulli)
2. Vurria sapé pecchè (testo: Nisa – musica: Gino Redi)